# Alexander Michailowitsch Tschernikow
Alexander Michailowitsch Tschernikow (russisch Александр Михайлович Черников; * 4. September 1984 in Toljatti, Russische SFSR) ist ein russischer Eishockeyspieler, der seit Mai 2019 bei Neftechimik Nischnekamsk in der Kontinentalen Hockey-Liga unter Vertrag steht.

## Karriere
Alexander Tschernikow begann seine Karriere als Eishockeyspieler in seiner Heimatstadt in der Nachwuchsabteilung des HK Lada Toljatti, für dessen zweite Mannschaft er von 2002 bis 2004 in der drittklassigen Perwaja Liga aktiv war. Parallel kam er ab der Saison 2002/03 für den ZSK WWS Samara in der Wysschaja Liga, der zweiten russischen Spielklasse, zum Einsatz, bei dem er auch nach seinem Weggang vom HK Lada bis 2005 blieb. Zur Saison 2005/06 wechselte der Angreifer innerhalb der zweiten russischen Liga zum HK Traktor Tscheljabinsk, mit dem er auf Anhieb als Zweitligameister in die Superliga aufstieg. Nach einem Jahr beim HK Traktor in der Superliga kehrte der Russe zum HK Lada Toljatti zurück, für den er von 2007 bis 2010 zunächst in der Superliga und ab der Saison 2008/09 in der neu gegründeten Kontinentalen Hockey-Liga auf dem Eis stand.
2010 wurde der HK Lada aus der KHL ausgeschlossen. Daraufhin verließ Tschernikow seinen Heimatverein und unterschrieb einen Vertrag beim HK Sibir Nowosibirsk, für den er bis zur Saison 2011/12 spielte und dabei über 100 KHL-Partien absolvierte.
Im Mai 2012 erhielt er einen Vertrag bei Lokomotive Jaroslawl und absolvierte bis 2014 123 KHL-Partien für den Verein. Anschließend kehrte er im August 2014 zu seinem Heimatverein zurück.
Im Mai 2015 wechselte er zusammen mit Juri Anatoljewitsch Petrow zum HK Awangard Omsk.
Zwischen 2016 und 2018 stand Tschernikow erneut beim HK Traktor Tscheljabinsk unter Vertrag und absolvierte für diesen 115 KHL-Partien, in denen er 28 Scorerpunkte sammelte. Anschließend wurde er im Juli 2018 von Admiral Wladiwostok verpflichtet.

## Erfolge und Auszeichnungen
- 2006 Meister der Wysschaja Liga und Aufstieg in die Superliga mit dem HK Traktor Tscheljabinsk

## Statistik
(Stand: Ende der Saison 2018/19)